# エドワード・カーペンティア
エドワード・カーペンティア（Édouard Carpentier、本名：Édouard Ignacz Weiczorkiewicz、1926年7月17日 - 2010年10月30日）は、フランス出身のプロレスラー。カナダのモントリオールに移住後、北米の主要テリトリーで活動した。
もともとは体操競技の選手として鳴らし、プロレス転向後は、その下地を活かしたアクロバティックなレスリングで活躍。ミル・マスカラスらが登場する以前の空中ファイターの草分けであり、北米では "The Flying Frenchman"、日本では「マットの魔術師」の異名で呼ばれた。

## 来歴
ロシア人の父親とポーランド人の母親のもと、フランスのローヌ＝アルプ地域圏で生誕。第二次世界大戦中は、ポーランドを侵略したアドルフ・ヒトラー支配下のナチス・ドイツに対するレジスタンス運動にも関わっていた。戦後、オリンピック体操競技の代表選手として、1948年のロンドンオリンピックと1952年のヘルシンキオリンピックに参加。競技ではつり輪とトランポリンで才能を発揮したという。
グレコローマン・スタイルのレスリングも学び、1953年にプロレス入り。フランスや西ドイツで活動後、1956年にカナダのモントリオールに進出。以後、カナダおよびアメリカでの活動を開始して、体操競技のキャリアを活かしたアクロバティックな空中殺法で人気を博す。1957年6月14日、イリノイ州シカゴにおいてルー・テーズからNWA世界ヘビー級王座を奪取、一時は新王者の認定を受けたが、フォールによる決着ではなかった（対戦中に背中を痛めたテーズが試合を続行しようとせず、反則負けを宣せられた）ため、最終的にはタイトルの移動は認められず、王座戴冠はNWAの公式記録には残されなかった。
しかし、その後も各地区のプロモーターはカーペンティアを「世界ヘビー級王者」として招聘し、世界王座の防衛戦を独自に決行。翌1958年5月3日にはマサチューセッツ州ボストンにてキラー・コワルスキーが、8月9日にはネブラスカ州オマハにてバーン・ガニアがカーペンティアを破り、それぞれの地区における世界ヘビー級王者となっている。結果として、カーペンティアのNWA王座剥奪騒動は世界王座の乱立につながり、後のAWAやWWWFなど、NWA以外の世界王座を独自に認定する団体誕生の遠因ともなった。
以降も各地で活躍を続け、WWWFの前身団体であるキャピトル・レスリング・コーポレーションではジェリー・グラハムやスカル・マーフィーと抗争。1962年4月から12月にかけては、当時アメリカ武者修行に出ていたショーヘイ・ババことジャイアント馬場とも再三対戦、ニューヨークのマディソン・スクエア・ガーデンでも両者のシングルマッチが組まれた。同じく空中戦を得意としたアントニオ・ロッカとのコンビでも活躍、WWWF発足後の1963年には、バディ・ロジャースが保持していた世界ヘビー級王座にも何度なく挑戦している。
ロサンゼルスでは1959年に新団体NAWAの初代ヘビー級王者に認定され、団体名がWWAと改称後の1963年12月16日には、前王者ベアキャット・ライトの試合ボイコットによる不戦勝でWWA世界ヘビー級王座を獲得。以後、フレッド・ブラッシーとタイトルを争い、ザ・マミーやディック・ザ・ブルーザーとも対戦した。1964年2月1日にはアーニー・ラッドとのコンビでWWA世界タッグ王座の初代チャンピオンになり、同年12月9日にもカウボーイ・ボブ・エリスと組んでザ・デストロイヤー&ハードボイルド・ハガティから同王座を奪取している。
1966年は古巣のモントリオールにて、フラッグシップ・タイトルのインターナショナル・ヘビー級王座を巡りハンス・シュミットと抗争を展開。1967年11月6日にはザ・シークを破り、同王座への5回目の戴冠を果たした。1968年はWWWFに再登場してブルーノ・サンマルチノともタッグを組んでいる。1969年からはAWAに本格参戦し、ドクターX、ブラックジャック・ランザ、ラリー・ヘニング、ラーズ・アンダーソンらと対戦。旧敵バーン・ガニアのAWA世界ヘビー級王座にも再三挑戦し、ウイルバー・スナイダーやクラッシャー・リソワスキーと組んでマッドドッグ・バション&ブッチャー・バションのAWA世界タッグ王座にも挑んだ。
1970年、AWAとの提携ルートで国際プロレスに初来日。7月8日の横浜での開幕戦ではスイスのジャック・デ・ラサルテスと対戦し、8月3日には盛岡にてサンダー杉山が保持していたIWA世界ヘビー級王座に挑戦した。すでに全盛期は過ぎていたが、長く来日が待たれていた「まだ見ぬ強豪」として注目を集め、後にタイガーマスクにも継承されるサマーソルト・キックも披露した。国際プロレスには1973年にも再来日し、4月27日に宮城県スポーツセンターにて新王者ストロング小林のIWA世界ヘビー級王座に挑戦している。
1970年代に入り試合数は減ったものの、モントリオールのグランプリ・レスリングでは1971年11月にGPWヘビー級王座の初代チャンピオンに認定され、以降1973年にかけて、マッドドッグ・バションやキラー・コワルスキーを下して同王座を通算4回獲得。1973年7月14日にはブルーノ・サンマルチノと組み、ジェリー・ブラウン&バディ・ロバーツのハリウッド・ブロンズからGPWタッグ王座を奪取した。アメリカでは1974年12月25日、カリフォルニア州サンディエゴでジョン・トロスを破りNWAアメリカス・ヘビー級王座を獲得。1975年4月4日にはミズーリ州セントルイスのキール・オーディトリアムにて、ジャック・ブリスコのNWA世界ヘビー級王座に挑戦した。カナダのトロントでは、1977年11月20日と12月11日にニック・ボックウィンクルのAWA世界ヘビー級王座に、1978年2月19日にはスーパースター・ビリー・グラハムのWWWFヘビー級王座に挑戦している。
その後はモントリオールにて、ジノ・ブリットらが運営していたインターナショナル・レスリング（Lutte Internationale）に単発的に出場。1980年にはジャバ・ルークからインターナショナル・ヘビー級王座を奪取、これが最後のタイトル戴冠となった。
1981年の引退後は、WWFでフランス語のカラー・コメンテーターを担当。1987年11月16日には、ニュージャージー州イーストラザフォードでのハウス・ショーで行われたオールドタイマーズ・バトルロイヤルに出場した（参加選手は優勝者のルー・テーズ以下、パット・オコーナー、ジン・キニスキー、ボボ・ブラジル、キラー・コワルスキー、クラッシャー・リソワスキー、ニック・ボックウィンクル、レイ・スティーブンス、ペドロ・モラレス、アーノルド・スコーラン、アート・トーマス、バロン・シクルナ、アル・コステロなど）。
2010年10月30日、モントリオールの自宅にて、心不全のため84歳で死去。

## 得意技
- サンセット・フリップ[3]
- サマーソルト・キック[6]
- フライング・ヘッドシザーズ
- ミサイル・ドロップキック

## 獲得タイトル
ナショナル・レスリング・アライアンス
- NWA世界ヘビー級王座：1回（公式認定はされず）[7]

アトランティック・アスレティック・コミッション
- AAC世界ヘビー級王座（ボストン版）：1回[9]

オールスター・レスリング
- AWA世界ヘビー級王座（オマハ版）：1回[10]

インターナショナル・レスリング・アソシエーション
- IWA世界ヘビー級王座（シカゴ版）：1回[33]

ノース・アメリカン・レスリング・アライアンス / ワールドワイド・レスリング・アソシエーツ / NWAハリウッド・レスリング
- NAWA世界ヘビー級王座 / WWA世界ヘビー級王座：2回[13]
- WWA世界タッグ王座：2回（w / アーニー・ラッド、カウボーイ・ボブ・エリス）[15]
- WWAインターナショナル・TVタッグ王座：3回（w / サンダー・ザボー×2、ニック・ボックウィンクル）[34]
- NWAアメリカス・ヘビー級王座：1回[26]

トランス・ワールド・レスリング・アライアンス
- TWWA世界ジュニアヘビー級王座：1回[35]

モントリオール・アスレティック・コミッション / インターナショナル・レスリング・アソシエーション
- MAC世界ヘビー級王座 / IWAインターナショナル・ヘビー級王座：5回[16]

グランプリ・レスリング
- GPWヘビー級王座：4回[24]
- GPWタッグ王座：1回（w / ブルーノ・サンマルチノ）[25]

インターナショナル・レスリング
- インターナショナル・ヘビー級王座（モントリオール版）：1回[29]
- インターナショナル・タッグ王座（モントリオール版）：1回（w / マッドドッグ・バション）[36]

その他
- フランス・ヘビー級王座：1回[37]
- 世界ヘビー級王座（ジョージア版）：1回[38]

## 補足
- 出版物におけるフィクションとして「フランス帰省中、木こりをしていたアンドレ・ザ・ジャイアントを山中で見つけてスカウトした」などという逸話が語られたことがあるが、無名時代のアンドレに目をかけ、彼をサポートしていたのは事実である[2][30]。また、トレーナーとしてビッグ・ジョン・クイン[39]、アレックス・スミルノフ[2][40]、リュック・ポワリエ[41]、トミー・ローズ（アレックス・シルヴァの父）らを指導している。
- 1968年、グレート東郷のブッキングで「TWWA世界ジュニアヘビー級王者[35]」として国際プロレスに初来日する予定だったが[42]、金銭上のトラブルで東郷が国際プロレスと絶縁したため中止になっている[43]。1970年代に入っての国際プロレスへの来日時は全盛期を過ぎていたものの、そのアクロバティックなファイトスタイルは、同団体のマイティ井上に影響を与えた[44]。井上のニックネームは「和製マットの魔術師」だが、「和製カーペンティア」と呼ばれた寺西勇はカーペンティアからの影響を否定している[45]。
- 1973年の再来日以降、1975年1月に新日本プロレス、1980年10月に国際プロレスへ、それぞれ来日が予定されていたが、新日本には直前の負傷、国際には税金滞納によりカナダ政府から出国禁止を言い渡されたため、いずれも来日中止となった[46]。国際プロレスへの3度目の参戦が実現していた場合は、『国際プロレスアワー』で生中継の90分特番が組まれていた10月4日の近江八幡運動公園体育館大会において、大木金太郎が保持していたインターナショナル・ヘビー級王座への挑戦が内定していた（代役として上田馬之助が大木に挑戦）[47]。